# 俄罗斯苏维埃联邦社会主义共和国功勋科技工作者
俄罗斯苏维埃联邦社会主义共和国功勋科技工作者（俄语：Заслуженный деятель науки и техники РСФСР），简称“苏俄功勋科技工作者”，是苏联时期俄罗斯苏维埃加盟国授予科技工作者的一个荣誉称号。
该荣誉称号不能与“功勋科学工作者”相混淆。前者通常授予在工程技术等实践科学领域取得成就的人士。后者则授予在人文及自然等理论科学领域取得成就的人士。

## 历史
“苏俄功勋科技工作者”称号最早可追溯至1926年8月20日全俄罗斯中央执行委员会决议。由1931年8月10日委员会法令正式设立。其中规定“功勋科学、技术工作者”的获授者应该在科学和技术领域取得特别有价值的成果，或者在科学实践与宣传方面对巩固社会主义建设做出伟大贡献，或者有重大发明与发现。该法令被1940年1月11日俄罗斯苏维埃联邦社会主义共和国最高苏维埃主席团法令取代。较之以前没有太大的变动，仅是增加了发放证书的规定。
1983年1月27日（1985年11月12日修订）的主席团法令规定，在获得该荣誉称号的同时，也会得到苏俄最高苏维埃主席团发放的证书和胸章。
1992年，在经历苏联解体后，“俄罗斯苏维埃联邦社会主义共和国”更改国号为“俄罗斯联邦”，荣誉奖项名称也随之改变。1992年5月16日至1996年3月30日，该奖以“俄罗斯联邦功勋科技工作者”（Заслуженный деятель науки и техники Российской Федерации）的名称继续颁发。但1996年之后的俄罗斯联邦荣誉与勋奖制度取消了这一称号。

## 图集

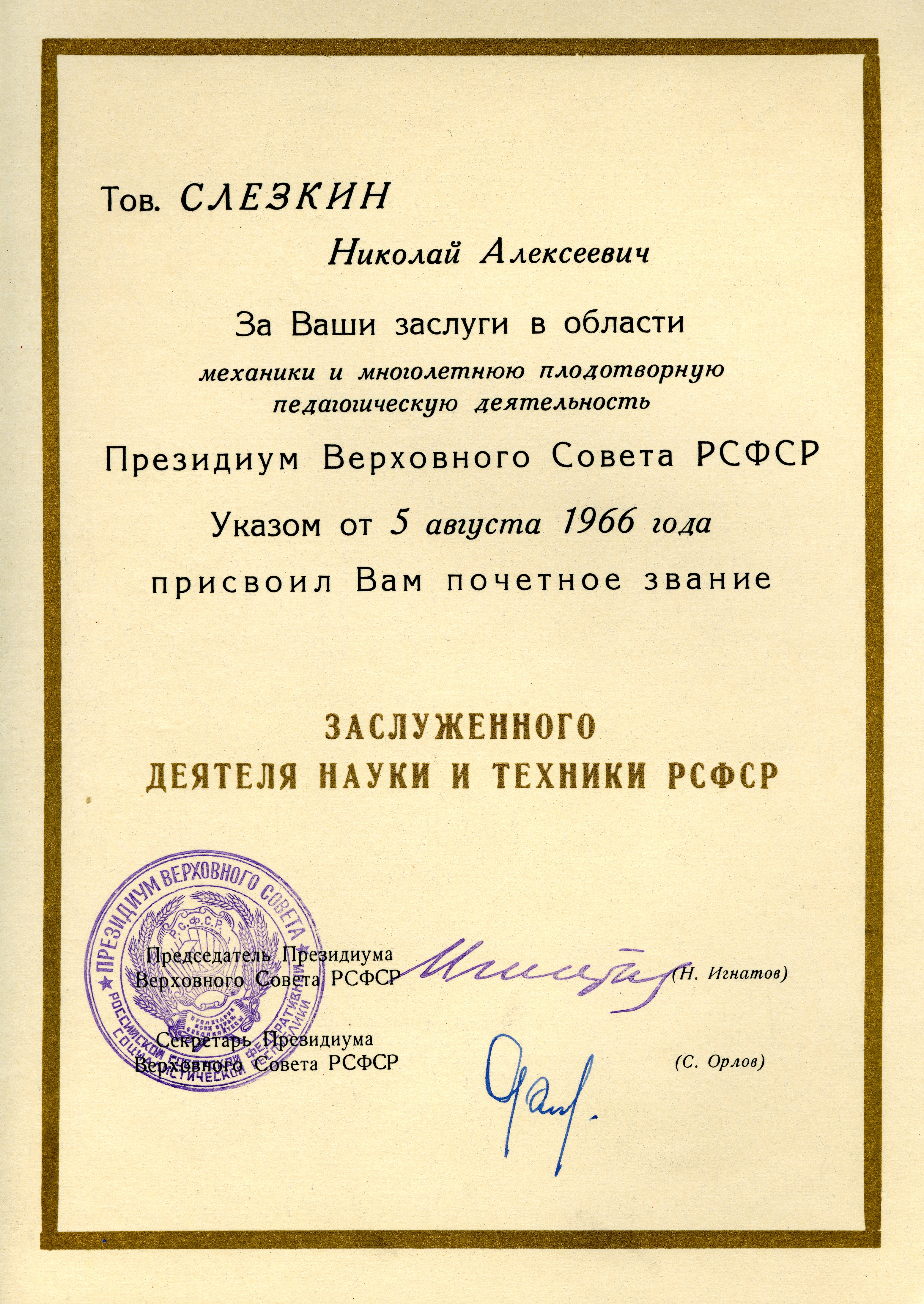
尼古拉·阿列克谢耶维奇·斯廖兹金的证书，1966年8月5日
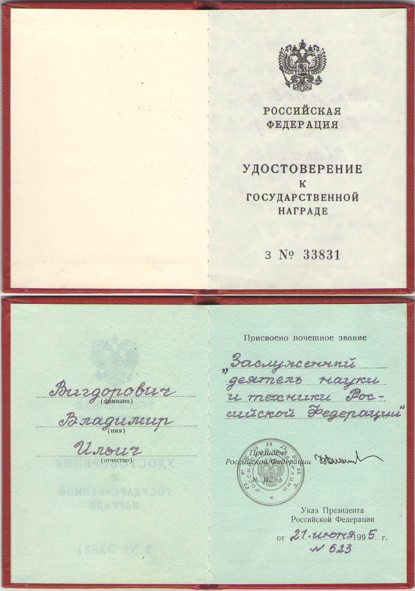
弗拉基米尔·伊里奇·维格多罗维奇的证书，1995年6月21日（俄罗斯联邦时期的版本）